# Intrigo in famiglia
Intrigo in famiglia (Bejewelled) è un film per la televisione del 1991 diretto da Terry Marcel, scritto da Tom J. Astle e basato sul romanzo del 1981 Bejewelled Death di Marian Babson.
Il film è stato realizzato per il canale Disney Channel, dove è stato trasmesso in prima visione il 20 gennaio 1991.

## Trama
L'americana Stacey fa la custode di un museo nel quale sono esposti i gioielli di sua zia Eustacia, morta quindici anni prima. Un giorno il suo capo la incarica di portare il tesoro a Londra, in accordo col testamento della zia, la quale desiderava che tutto il mondo potesse ammirare i tesori di famiglia. All'aeroporto, però, avviene un incidente non proprio "accidentale" che provoca uno scambio di borse. La povera Stacey si ritrova così senza gioielli ma, grazie a un investigatore alle prime armi e a due ragazzini, riuscirà a sventare il complotto.